# The Diamonds
The Diamonds sono un gruppo vocale canadese. 
Tra gli anni cinquanta e l'inizio del decennio seguente la band salì alla ribalta grazie a sedici singoli che si inserirono nella Hot 100 di Billboard. I Diamonds divennero noti per aver fatto conoscere il rhythm and blues al grande pubblico.
Originariamente i Diamonds erano composti da Dave Somerville (voce solista), Ted Kowalski (tenore), Phil Levitt (baritono) e Bill Reed (basso). Il gruppo ha subito molti cambi di formazione, e sono oggi composti da Gary Owens (baritono), Adam David Marino (tenore), Michael Lawrence (voce solista) e Jeff Dolan (basso). Contrariamente a quanto si tende a credere, il padre di Tom Hanks non è mai stato un membro del gruppo.

## Storia

### Anni 1950
I Diamonds nacquero come quartetto comico nel 1953 su iniziativa dell'ingegnere del suono della CBC Dave Somerville e tre amici. La formazione si esibì per la prima volta a un minstrel show natalizio tenuto nel seminterrato della St. Thomas Aquinas Church di Toronto e, grazie ai riscontri positivi, i Diamonds decisero di diventare un gruppo di professionisti.
Dopo 18 mesi di prove, i Diamonds giunsero a New York e vinsero il primo premio al varietà Talent Scouts presentato da Arthur Godfrey: un contratto discografico con la Coral Records. Nel frattempo il musicista Nat Goodman divenne il loro manager. I Diamonds pubblicarono quattro canzoni per la Coral, tra le quali spicca Black Denim Pants & Motorcycle Boots, scritta da Jerry Leiber e Mike Stoller.
Il passo successivo fu un'audizione del DJ radiofonico Bill Randle di Cleveland, che portò al successo formazioni come i Crew-Cuts. Dopo aver apprezzato l'esibizione dei Diamonds, Randle li presentò a un produttore della Mercury Records che firmò un contratto discografico con il gruppo.
La prima registrazione dei Diamonds pubblicata per la Mercury è Why Do Fools Fall in Love (1956), una cover di Frankie Lymon e i Teenagers che raggiunse la posizione numero 12 negli Stati Uniti diventando il loro primo grande successo. In seguito uscì The Church Bells May Ring (1956), rivisitazione di un brano dei Willows destinata a raggiungere la quattordicesima posizione delle classifiche negli USA.
Nonostante ciò, i più grandi successi dei Diamonds furono Little Darlin' (1957), originariamente scritta da Maurice Williams per i Gladiolas, e The Stroll (1957), un brano originale scritto per il gruppo canadese da Clyde Otis da un'idea di Dick Clark.
Sebbene fossero stati messi sotto contratto per fare rock and roll, la Mercury li fece collaborare assieme al compositore e arrangiatore Pete Rugolo nel suo The Diamonds Meet Pete Rugolo (1958), album di standard jazz dove la band ritorna al suo sound delle origini.
Nel 1958 i Diamonds cantarono Little Darlin' e Where Mary Go nel film The Big Beat e ad essi è accreditata la sigla di Kathy O'. Grazie al loro successo, i Diamonds fecero varie apparizioni nei programmi TV dell'epoca condotti da Steve Allen, Perry Como, Vic Damone, Tony Bennett, Eddy Arnold e Paul Winchell, oltre che nello show musicale American Bandstand.
Alla fine degli anni cinquanta Reed, Kowalski e Levitt lasciarono il gruppo e furono sostituiti da Mike Douglas, John Felten ed Evan Fisher.

### Anni 1960 - 1980
Nonostante, agli inizi degli anni sessanta, i gusti del pubblico fossero orientati verso le nascenti forme di rock and roll e il contratto con la Mercury stesse per scadere, i Diamonds continuarono a tenere concerti in tutti gli USA. Nel 1961 Somerville abbandonò il gruppo per intraprendere la carriera solista come "David Troy" abbracciando il genere folk, e venne rimpiazzato da Jim Malone. A partire da questo momento, i Diamonds non pubblicarono più dischi di successo.
Per tutti gli anni 1960 e 1970 i Diamonds si esibirono principalmente a Las Vegas guidati, all'inizio, da Mike Douglas, che poi cedette la sua posizione di leader a Glenn Stetson. 
All'epoca esistevano due gruppi musicali che prendevano il nome di Diamonds, uno dei quali era guidato da John Felten, che morì il 17 maggio 1982 in un incidente aereo. Il fatto fu all'origine di una controversia legale al termine della quale il diritto all'uso del nome "The Diamonds" venne assegnato a Gary Owens (che suonava nel gruppo di Felten). Tuttavia venne permesso ai membri originali di usare il loro nome in particolari occasioni speciali ogni anno.
Nel 1986 Glenn Stetson inaugurò il nightclub Little Darlin's Rock n' Roll Palace di Kissimmee, a poca distanza dal parco Walt Disney World Resort. Il locale venne chiuso nel 1992.
Nel 1987 Owens, Gary Cech Bob Duncan e Steve Smith (questi due sono ex membri della band di Lawrence Welk che suonavano nel programma televisivo di quest'ultimo) pubblicarono il disco Diamonds Are Forever, contenente due singoli che arrivarono nelle posizioni più basse della chart di musica country, ovvero Just a Little Bit e Two Kinds of Women.

### Anni 2000 - oggi
I Diamonds ricevettero attenzione a livello nazionale nel 2000, quando presero parte a Doo-Wop 51, condotto da TJ Lubinsky e prodotto da PBS. Quattro anni più tardi comparvero su Magic Moments - The Best of '50s Pop, un altro programma mandato in onda su PBS. 
Stetson venne sottoposto a un trapianto di cuore nel 2000 e morì nel 2003. Kowalski morì l'8 agosto 2010 per problemi cardiaci all'età di 79 anni.
Nel 2012 i Diamonds furono tra gli ospiti del festival The Fabulous Palm Springs Follies, tenuto al Plaza Theatre di Palm Springs.
Douglas è morto per un incidente d'auto il 2 luglio 2012, all'età di 78 anni. Somerville è deceduto il 14 luglio 2015 a Santa Barbara, in California.

## Formazione

### Attuale
- Gary Owens
- Adam David Marino
- Michael Lawrence
- Jeff Dolan

### Ex membri
- Dave Somerville
- Ted Kowalski
- Phil Levitt
- Bill Reed
- Bill New
- Bob Duncan
- Glenn Stetson
- Mike Douglas
- John Felten
- Jim Malone
- Sean Sooter
- Jerry Siggins
- Evan Fisher
- Steve Smith
- Gary Cech
- Harry Harding
- Danny Rankin
- Joe Derise
- Jerry Honeycutt
- John Wagner
- Ron Neuman
- Don Wade
- Jim Blaine
- Mike Dorsey
- Don Weir
- Joe Finetti

## Discografia

### Album in studio
- 1957 – The Diamonds
- 1957 – America's Number One Singing Stylists'
- 1958 – The Diamonds Meet Pete Rugolo (con Pete Rugolo)
- 1959 – America's Favorite Song Stylists
- 1959 – Songs from the Old West
- 1960 – Bandstand Boogie
- 1960 – Pop Hits
- 1976 – Diamonds Are Forever
- 1995 – We’re Still Rockin'
- 1996 – Solemnly Yours
- 1998 – Silver Bells & Diamonds: Holiday Music from the Diamonds
- 2013 – As Long as We're Singin'...and Swingin'!

### Singoli (elenco parziale)
- 1955 – Black Denim Trousers and Motorcycle Boots
- 1956 – Smooch Me
- 1956 – Why Do Fools Fall in Love
- 1956 – The Church Bells May Ring
- 1956 – Love, Love, Love
- 1956 – Soft Summer Breeze
- 1956 – Ka-Ding-Dong
- 1956 – My Judge and My Jury
- 1956 – A Thousand Miles Away
- 1957 – Little Darlin'
- 1957 – Words of Love
- 1957 – Silhouettes
- 1957 – The Stroll
- 1958 – High Sign
- 1958 – Kathy-O
- 1958 – Happy Years
- 1958 – Walking Along
- 1959 – She Say (Oom Dooby Doom)
- 1959 – Gretchen
- 1959 – Sneaky Alligator
- 1959 – Young in Years
- 1959 – Walkin' the Stroll
- 1960 – Tell the Truth
- 1960 – Slave Girl
- 1960 – You'd Be Mine
- 1961 – You Short Changed Me
- 1961 – The Munch
- 1961 – One Summer Night
- 1962 – The Horizontal Lieutenant
- 1963 – The Slide

### Album compilation
- 1981 – Little Darlin'
- 2007 – The Diamonds Songbook
- 2011 – The Stroll – 2 CD Set
- 2015 – The Diamonds – 4 Classic Albums Plus